# Cyganek (Nowy Dwór Gdański)
Cyganek (deutsch Tiegenhagen, ehemals Tujsk, ukrainisch Желіхово-Циганку) ist ein Dorf der Landgemeinde Nowy Dwór Gdański im Powiat Nowodworski der Woiwodschaft Pommern in Polen. Es gehört zum Schulzenamt Żelichowo (Petershagen). 

## Geographie
Das Dorf liegt etwa 25 Kilometer nordwestlich von Elbląg (Elbing) und 40 Kilometer südöstlich von Danzig. Die Kreisstadt Nowy Dwór Gdański (Tiegenhof) liegt vier Kilometer südlich. Der Ort liegt auf dem Westufer der Tuja (Tiege) gegenüber von Żelichowo.
Die Landschaft gehört zum Żuławy Wielkie (Großes Marienburger Werder) im Żuławy Wiślane (Weichsel-Nogat-Delta). Der wieder tiefergelegte Boden der Kirche liegt mit -0,7 m n.p.m. unter dem Meeresspiegel.

## Geschichte

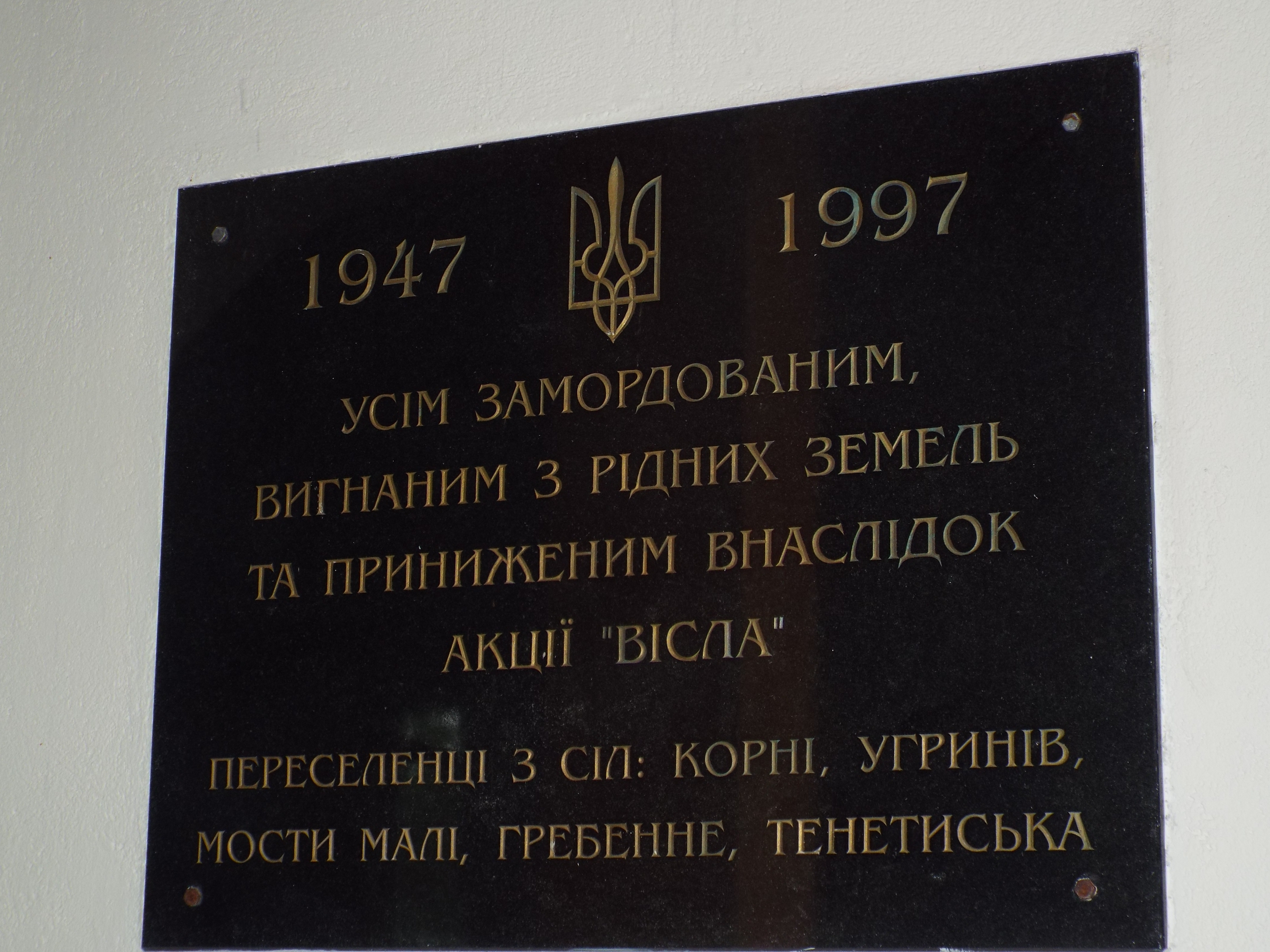
Gedenktafel an die Aktion Weichsel

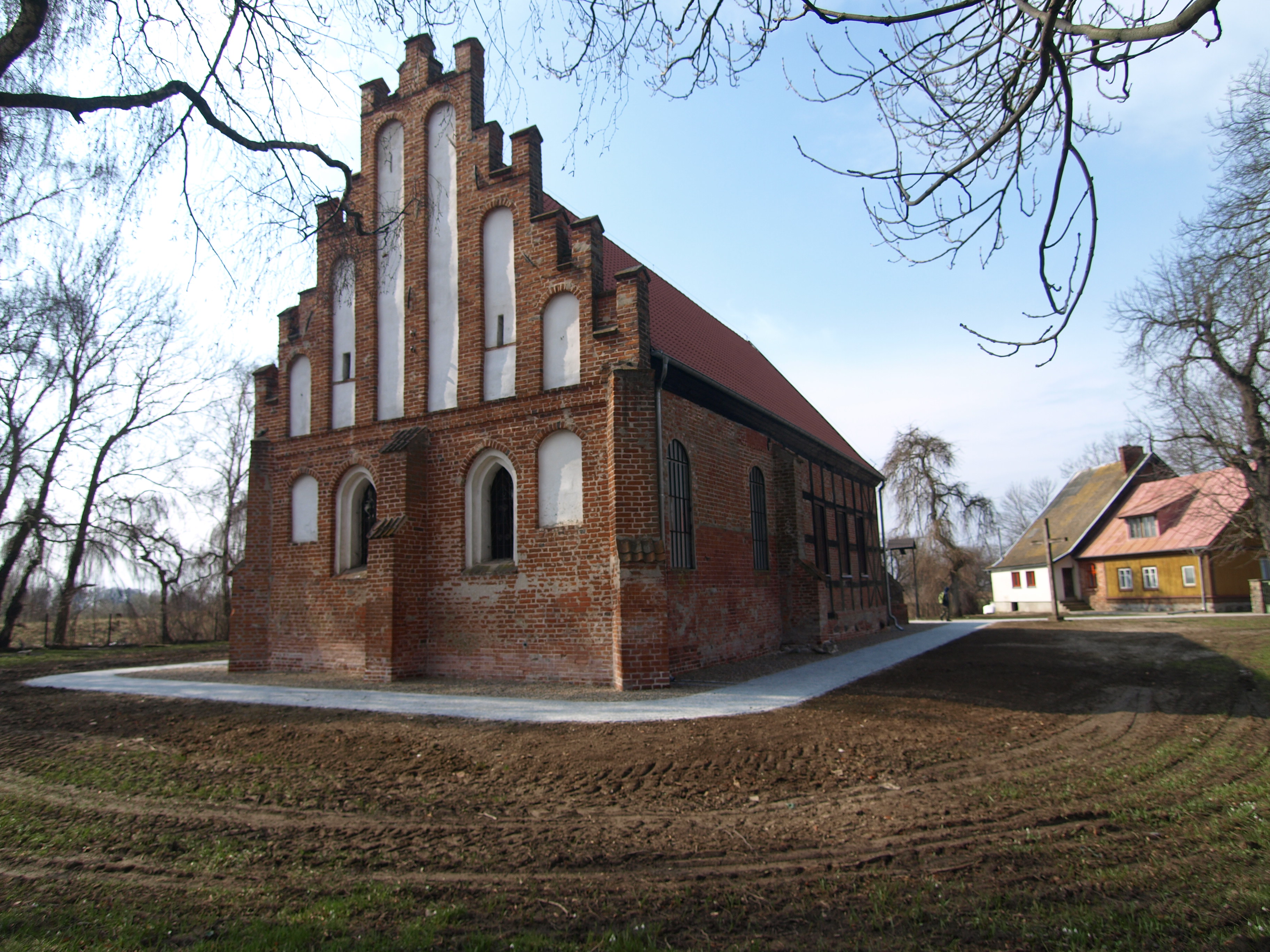
Ostgiebel der Kirche

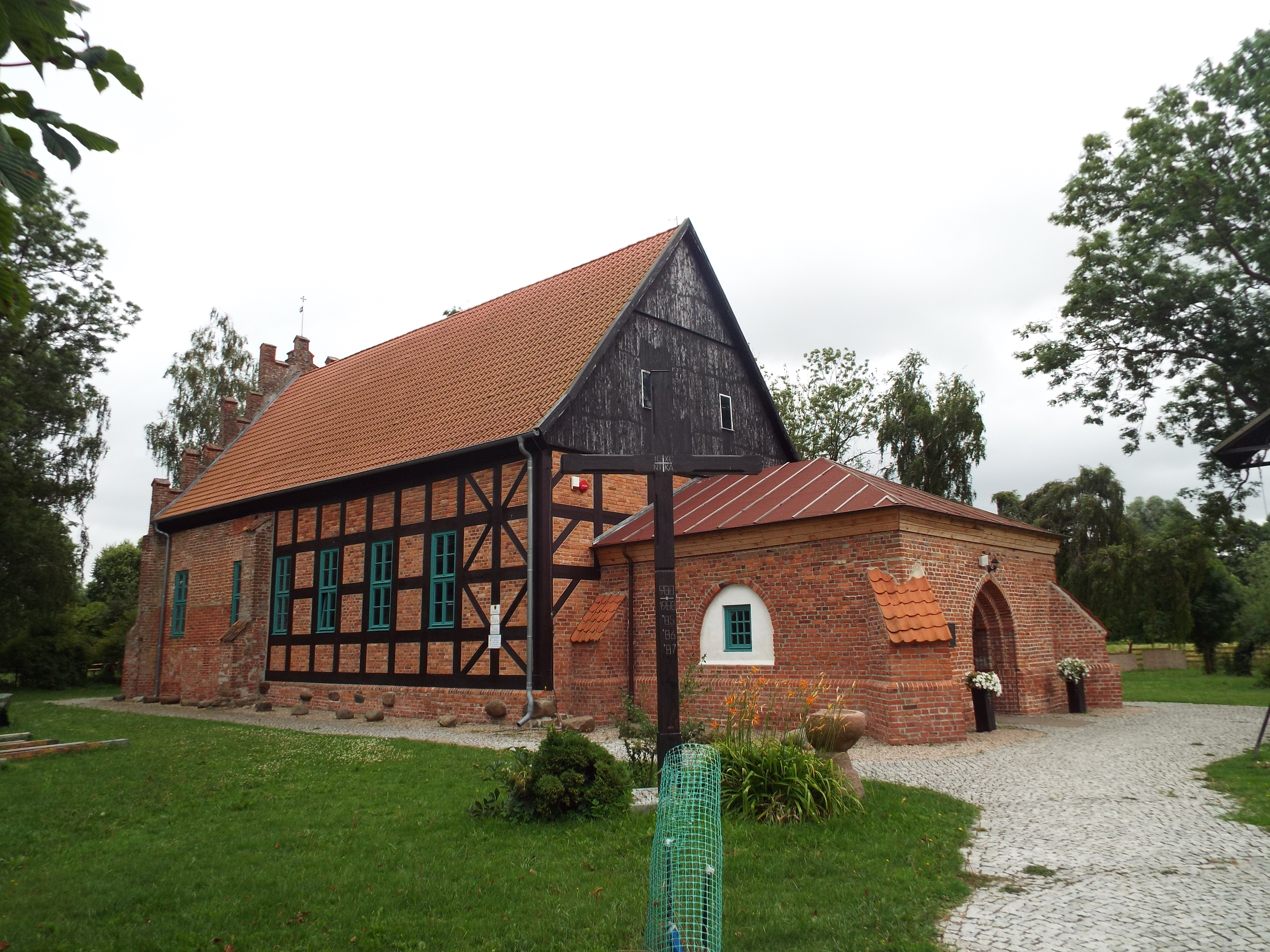
Westseite mit Turmstumpf

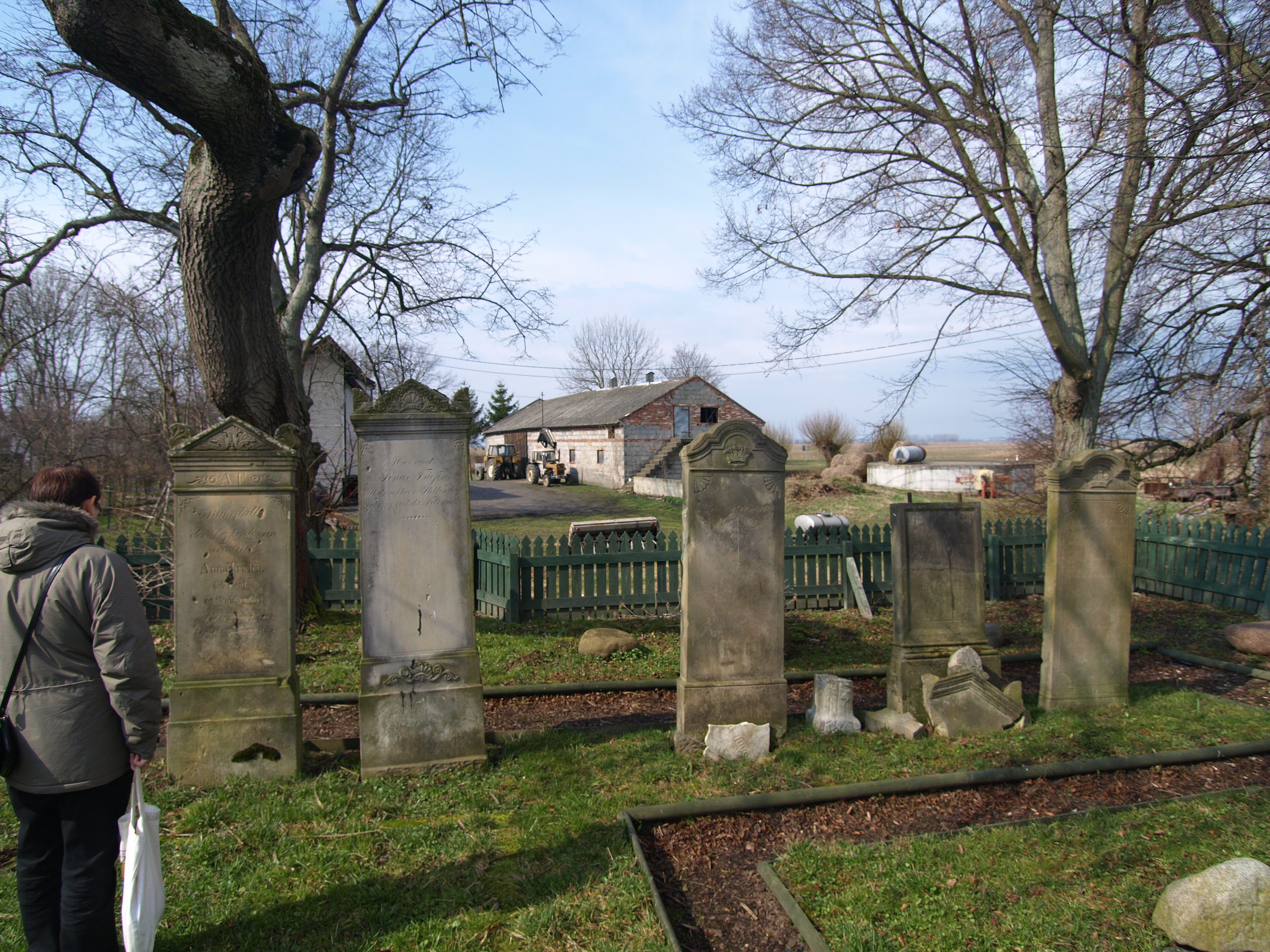
„Friedhof der elf Dörfer“, Teilansicht

Tiegenhagen wurde in um das Jahr 1330 gegründet, die Handfeste ist jedoch verloren gegangen. In der ältesten Urkunde bestätigt die Kanzlei des Großmeisters Winrich von Kniprode dem Dorf Thuenhain die Gründung nach Kulmer Recht. Von 70 Hufen erhielt der Schultheiß sechs Freihufen und die Kirche vier. Die Nikolaikirche wurde im selben Jahr errichtet. Wegen der schlechten Tragfähigkeit des Bodens erhielt sie einen niedrigen Turm aus Holz.
Der Ort kam 1454 zur Woiwodschaft Marienburg des Königlichen Preußen. Nach der Reformation wurde die Pfarrkirche 1574 lutherisch, jedoch durch königliche Entscheidung im September 1629 erneut an die römisch-katholische Kirche übergeben. Die Lutheraner waren bis 1784 nach Tiegenort und dann nach Tiegenhof eingepfarrt. Nach zahlreiche Überschwemmungen wurde der Boden um etwa einen halben Meter angehoben und die Längswände in Fachwerk erneuert. Der Turm wurde 1687 erneuert und nach Sturmschäden 1768 renoviert.
Die mennonitische Gemeinde entstand 1735 nach Teilung der Gemeinde im Großen Werder. Die Holzkirche von 1768 wurde 1892 durch ein Backsteinbau ersetzt. Auswanderer gründeten 1805 in der Kolonie Molotschna den Ort Tiegenhagen, heute Lewadne (Левадне) in der Ukraine.
Durch die erste Teilung Polens kam das Große Werder 1772 an Preußen. Die Landgemeinde Tiegenhagen gehörte von 1874 bis 1920 zum Amtsbezirk Tiegenhof im Landkreis Marienburg der Provinz Westpreußen. Im Jahr 1900 wurde der Ort an das Schmalspurbahnnetz der Westpreußischen Kleinbahnen AG – heute Żuławska Kolej Dojazdowa angeschlossen. Er hatte 1905 682 und 1910 665 Einwohner.
Nach dem Ersten Weltkrieg wurde die Landgemeinde wegen der Bestimmungen des Versailler Vertrags an die Freie Stadt Danzig abgetreten, in der sie von 1920 bis 1939 zum Landkreis Großes Werder gehörte. Der neue Amtsbezirk Tiegenhagen umfasste bis Juli 1939 die Landgemeinden Platenhof (Cyganka), Reimerswalde (Leśnowo, jetzt auch: Cyganek) und Tiegenhagen. Nach dem deutschen Überfall auf Polen kam sie von 1939 bis 1945 zum Reichsgau Danzig-Westpreußen. Der hölzerne Teil des Kirchturms wurde 1944 wegen der sich nähernden Front abgerissen.
Nach Ende des Zweiten Weltkriegs kam Westpreußen gemäß dem Potsdamer Abkommen an die Volksrepublik Polen. Die deutschen Dorfbewohner wurden vertrieben. Im Rahmen der „Aktion Weichsel“ 1947 wurden Ukrainer, Bojken und Lemken aus dem Südosten der Volksrepublik zwangsumgesiedelt. Nach 50-jähriger gemeinsamer Nutzung ging die Kirche von Cyganek 2002 in den Besitz der griechisch-katholischen Pfarrei über. Seit November 2020 gehört sie zur Eparchie Olsztyn-Danzig.

## Sehenswürdigkeiten und Baudenkmale
- Nikolaikirche (ukrainisch церква св. Миколая), Ostgiebel von 1352 im Stil der Backsteingotik, mit reicher Ausstattung des 17. und 18. Jahrhunderts und Ikonostase; Gedenktafel für die Aktion Weichsel. Seit 1961 unter Denkmalschutz[1]
- Lapidarium, auch „Friedhof der elf Dörfer“ genannt, Sammlung von meist mennonitischen Grabsteinen aus dem Werder; Teil des Museums Żuławski Park Historyczny (Historischer Park des Werders)
- Restauriertes und wiederaufgebautes Vorlaubenhaus aus Jelonki (Hirschfeld); Teil des
- Freilichtmuseum Skansen Cyganek (im Aufbau)

## Verkehr
Durch Cyganek führt die Woiwodschaftsstraße DW502 von der Kreisstadt in die Nachbargemeinde Stegna an der Ostsee. Die Kleinbahn Żuławska Kolej Dojazdowa dient nur noch dem Tourismus. Der nächste internationale Flughafen ist Danzig.

## Persönlichkeiten
- Rudolph Borowski, (1812–1890) Politiker (Zentrum); war Pfarrer in Tiegenhagen
- Abraham Esau, (1884–1955), Physiker
- Otto Andres (1902–1975), Politiker (NSDAP).